# David G. P. Taylor
David George Pendleton Taylor (5 de julio de 1933 - 8 de noviembre de 2007) era un hombre de negocios británico y el administrador quien se desempeñó como Jefe Ejecutivo de las Islas Malvinas y el gobernador de Montserrat.

## Biografía
Taylor fue educado en el Clifton College en Bristol, donde se desempeñó como head boy (líder de los estudiantes) antes de ganar una beca para estudiar inglés en el Clare College de Cambridge. Hizo su servicio militar en la Marina Real después de lo cual se envió a Trincomalee, en la actual Sri Lanka, como un subteniente (especial) en la Reserva de voluntarios Naval Real.
Ingresó en el Servicio Colonial en 1958 y estuvo destinado como oficial de distrito de Tanganica, que entonces formaba parte del Imperio Británico. Cuando Tanganica se independizó en 1964, Taylor fue a la Guayana Británica en América del Sur, donde trabajó para la empresa Booker Group como jefe de una de las seis divisiones de la compañía. En 1976, regresó a África, donde fue nombrado presidente ejecutivo de Booker en Malaui y luego en Zambia.
En 1983, Taylor se convirtió en el primer Jefe Ejecutivo de las Islas Malvinas, un puesto que había sido creado por recomendación del segundo informe del Lord Edward Shackleton. Durante sus cuatro años en el cargo, Taylor fue acreditado para ayudar a las Malvinas para ser autosuficientes tras la guerra con la Argentina, así como los años de estancamiento antes de esa fecha. Taylor dejó las islas en 1987, pero regresó al año siguiente para actuar como Jefe Ejecutivo interino durante ocho meses.
Taylor, a continuación, trabajó brevemente como director de una filial de consultoría agrícola a Booker-McConnell, antes de ser nombrado Gobernador de Montserrat en 1990, ayudando a la reconstrucción de la isla caribeña después de haber sido golpeada por el Huracán Hugo. Taylor se retiró en 1993 y fue nombrado Comendador de la Orden del Imperio Británico. En 1997, Taylor ayudó a recaudar dinero para la reconstrucción de Montserrat tras la erupción del volcán Soufriere Hills, que dejó la mayor parte de la isla inhabitable.
David Taylor, murió de una afección pulmonar en 2007.